# Cantón de Mougins
El cantón de Mougins era una división administrativa francesa que estaba situada en el departamento de Alpes Marítimos y la región de Provenza-Alpes-Costa Azul.

## Composición
El cantón estaba formado por tres comunas y una fracción de la comuna de Le Cannet:
- La Roquette-sur-Siagne
- Le Cannet (fracción)
- Mougins
- Mouans-Sartoux

## Supresión del cantón de Mougins
En aplicación del Decreto nº 2014-227 de 24 de febrero de 2014, el cantón de Mougins fue suprimido el 22 de marzo de 2015 y sus 4 comunas pasaron a formar parte, dos del nuevo cantón de Le Cannet, uno del nuevo cantón de Grasse-2 y uno del nuevo cantón de Mandelieu-la-Napoule.